# George D. Hay
George Dewey Hay (* 9. November 1895 in Attica, Indiana, USA; † 8. Mai 1968) war ein US-amerikanischer Radiomoderator und Gründer der populären Radiosendung Grand Ole Opry.

## Leben
George D. Hay begann als Zeitungsreporter beim Memphis Commercial Appeal. 1923 erwarb sein Verlag eine Radiostation und Hay bekam die Chance, eine eigene Sendung zu moderieren. Er war dabei so erfolgreich, dass ihn ein Jahr später der Chicagoer Sender WSL abwarb. Dort wirkte er bei der National Barn Dance Show mit, bei der überwiegend ländliche Musik gespielt wurde.
Am 5. Oktober 1925 begann die der Versicherungsgesellschaft National Life & Accident Insurance Company gehörende Radiostation WSM in Nashville mit ihrem Sendebetrieb. Einen Monat später stieg Hay dort als Programmdirektor ein. Die Geburtsstunde der Barn Dance Show, der Vorläuferin der Grand Ole Opry, schlug am 28. November des gleichen Jahres mit dem 77 Jahre alten Fiddler „Uncle“ Jimmy Thompson als erstem Künstler. Von da an wurde die Show jeden Samstagabend gesendet und schnell zu einem großen Erfolg. 1927 wurde sie in Grand Ole Opry umbenannt und wurde zur sowohl langlebigsten als auch erfolgreichsten Sendung in der Geschichte des US-Radios.
Hay betreute die Grand Ole Opry bis Ende der 1940er Jahre. Anschließend verlegte er eine Zeitschrift. 1966 wurde er wegen seiner Verdienste um die Country-Musik in die Country Music Hall of Fame aufgenommen. Zwei Jahre später starb er im Alter von 72 Jahren.
| Personendaten    | Personendaten                                                                          |
| ---------------- | -------------------------------------------------------------------------------------- |
| NAME             | Hay, George D.                                                                         |
| ALTERNATIVNAMEN  | Hay, George Dewey                                                                      |
| KURZBESCHREIBUNG | US-amerikanischer Radiomoderator und Gründer der populären Radiosendung Grand Ole Opry |
| GEBURTSDATUM     | 9. November 1895                                                                       |
| GEBURTSORT       | Attica, Indiana, USA                                                                   |
| STERBEDATUM      | 8. Mai 1968                                                                            |